# 九七式五糎七戦車砲
九七式五糎七戦車砲（97しき5センチ7せんしゃほう）とは、大日本帝国陸軍が1937年（皇紀2597年）に開発した口径57 mmの戦車砲。九七式中戦車の主砲として使用された。

## 概要

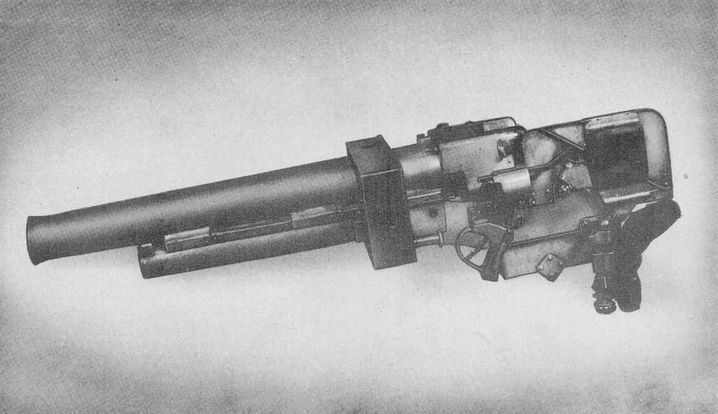
九七式五糎七戦車砲

本砲は八九式中戦車に搭載された九〇式五糎七戦車砲の後継として、機能及び抗堪性を向上することを目的として1936年（昭和11年）9月2日付陸密第834号により陸軍技術本部第一部の研究方針に追加された。戦車搭載用火砲として示された主要設計条件は以下のようなものであった。
- 口径は57 mm。
- 砲弾重量は2.58 kg、初速は349.3 m/s。
- 最大腔圧は1,750 kg/cm2。
- 最大射程は6,000 m。
- 高低射界は-15度〜+20度、方向射界は左右各10度。

以上の項目については、括弧で括って「九〇式五糎七戦車砲と同一とするも機能及び抗堪性を向上する」旨の但書きが付されている。
- 砲身後座長は250 mm。
- 砲身重量は約80 kg、全備重量は160 kg。

以上2項目については、九〇式五糎七戦車砲に比して砲身後座長は短縮され、砲身重量については増加している。
これらの設計方針に基づき1936年（昭和11年）9月設計着手し、同年11月には陸軍造兵廠大阪工廠に対し試製注文が行われた。試製砲は翌1937年（昭和12年）3月竣工し、同月大阪工廠及び大津川射場で第1回試験を実施して所要の修正を施した。同年5月には同射場で第2回試験を実施し、試験射撃台上及び戦車上での諸機能を検査した。同年7月には試製戦車に搭載し富士裾野において戦車上での射撃機能の試験、更に同月大津川射場において射撃試験を行い、機能良好であると確認された。1937年（昭和12年）8月には試製戦車と共に陸軍戦車学校に実用試験を委託し、長野県有明演習場及び富津射場において試験を実施した結果、「試製五糎七戦車砲は従来不備とせし個所に対し概ね適当に改修せられ実用価値を向上せしものと認む」と判決を得た。
以上の試験経過を経て得た本砲の決定諸元は以下のようなものであった。
- 口径は57 mm。
- 砲弾重量は2.58 kg、初速は349.3 m/s。
- 最大腔圧は1,750 kg/cm2。
- 仰角20度における射程は4,700 m。
- 高低射界は-15度〜+20度、方向射界は左右各10度。
- 砲身後座長は250 mm。
- 砲身重量は約75 kg、全備重量は150 kg。

以上の結果を総合し、本砲は制式兵器として実用に供し得ると認め、また本砲の整備が急を要するものであることから、仮制式制定を1937年（昭和12年）12月18日に上申した。

## 構造
本砲の性能は九〇式五糎七戦車砲と同様であるが、「機能・抗堪性を向上し操用に便ならしむ」ものとされた。
砲身は単肉身管と砲尾体からなる。身管内腔の径始（ライフリング）は九〇式五糎七戦車砲と同一とされた。閉鎖機は垂直自動鎖栓式である。揺架（ようか・砲身下部にあって砲身の後退復座を支える部分）は、水圧駐退機と発条復座機を並列収容する鋼製体で、上面両側には全長にわたって準梁（じゅんりょう・支持レール）を形成し、砲身を搭載する。揺架の砲塔外露出部分には防弾鋼鈑製の被套（ひとう・覆い）を施し、揺架を保護した。これは戦訓による改良と思われる。後端には準板（じゅんばん）・底匡（ていきょう・匡とは箱の意）・照準具・肩当・薬莢受等を装着する。砲架は架体及び砲架中匡（ほうかちゅうきょう）からなる。砲架中匡は特殊鋳鋼製の箱型体で、左右両室に分かれ、右側は準梁を成形して揺架を嵌め込む形で装着し、砲身と揺架の装着部となり、左側は照準眼鏡用の孔を持ち、ここに眼鏡孔蓋を装着する。中匡の上下面には砲身の軸線上に垂直樞軸孔を穿ち、この樞軸によって揺架・砲身と共に方向旋回を行う。架体は砲架中匡を収容する箱型の構造で、上下面の垂直樞軸によって砲架中匡の方向旋回を許容し、外側に砲耳を有し砲塔の砲耳室に装着され、砲身揺架合成体と共に俯仰運動を行う。照準具は揺架左側の眼鏡托架に装着された望遠鏡式の照準眼鏡であり、内部の焦点鏡に 0 - 2,000 mで200 m単位の目盛を施した。重量は砲身及び砲尾75kg・装着品を含めた揺架46 kg・砲架28 kgの合計約150 kgであった。

## 砲弾
本砲の弾薬筒は九〇式五糎七戦車砲と同一とされた。なお、両砲同一の徹甲弾として、九二式徹甲弾以外に一式徹甲弾（弾薬筒重量3.25 kg）が、また九〇式戦車砲用としては不明だが本砲用として三式穿甲榴弾（弾頭重量1.8kg）が存在する。
本砲の榴弾威力は、九〇式榴弾の場合で弾頭炸薬量250 g、九二式徹甲弾でも弾頭炸薬量103 gと多く、徹甲弾であっても榴弾威力を重視した設計となっていた。これらは同時期採用された九一式手榴弾（炸薬量65 g）の2倍弱 - 4倍弱程度の炸薬量であった。
本砲の徹甲弾の貫徹能力は、同じ弾薬を共有した九〇式五糎七戦車砲とほぼ同程度と思われる。九〇式五糎七戦車砲によるニセコ鋼板に対する試製徹甲弾を用いた試験では、射距離45 mで30.4 mm、同350 mで25.7 mm（存速326 m/s）、同1,400 mで20.5 mm（同264 m/s）、同1,800 mで17.5 mm（同246 m/s）であった。
なお、本砲に限らず日本陸軍の対戦車砲全般に対し、貫徹能力の低さについて「当時の日本の冶金技術の低さゆえに弾頭強度が低く徹甲弾の貫徹能力が劣っていた」との指摘がある。
弾頭の強度が低かったのは事実であるが、九〇式五糎七戦車砲と九七式五糎七戦車砲の九二式徹甲弾や、九四式三十七粍戦車砲と九四式三十七粍砲の九四式徹甲弾など、これらに主に使用された徹甲弾の場合は、弾殻を薄くし、内部に比較的大量の炸薬を有する徹甲榴弾 (AP-HE)であり、厚い装甲板に対しては構造的な強度不足が生じていたことが原因として挙げられる。とはいえ、これらも制式制定当時の想定的（目標）に対しては充分な貫通性能を持っていた。後に開発された一式徹甲弾では貫徹力改善のために弾殻が厚くなっている。

## 生産
大阪造兵廠第一製造所の1942年（昭和17年）10月末の火砲製造完成数によれば、この時点での本砲の製造数は1,219門であった。また、1943年（昭和18年）3月末における整備状況調査では、昭和17年度に216門製造している。

## 砲口初速について
原乙未生の回想によれば初速は350 m/sから420 m/sに増大していたとされる。九〇式五糎七戦車砲に比して薬室が拡大された、発射装薬が改善された等の説も各種文献に散見される。但し、現在公開されている一次資料からはいずれの裏付けも得られないため、研究者には、この記述を疑う声もある。
本砲は完全弾薬筒式であり、弾薬筒については九〇式五糎七戦車砲と共通であった。八九式中戦車及び九七式中戦車を購入して使用していた海軍陸戦隊向けの資料では「九〇式五糎七戦車砲」として、両者ひと括りで解説されている。
1939年(昭和14年)ごろに、九七式五糎七戦車砲の初速を向上させ、徹甲弾に改良を加える構想が存在したが、構想が実行に移されたかは不明である。